# Etheldred Benett
Etheldred Anna Maria Benett (Tisbury, Wiltshire, Regne Unit, 22 de juliol de 1776 – Norton Bavant, Wiltshire, Regne Unit, 11 de gener de 1845) va ser una de les primeres geòlogues angleses i se la considera sovint la primera dona geòloga, havent dedicat gran part de la seva vida a recollir i estudiar els fòssils que descobrí al sud-oest d'Anglaterra. La seva col·lecció de fòssils fou una de les més grans en aquell moment, va treballar estretament amb molts geòlegs importants, i va tenir un paper rellevant en el desenvolupament de la geologia com a camp de la ciència.

## Primers anys
Etheldred Anna Maria Benett va néixer el 1776 (o 1775) en una família benestant, com la segona filla de Thomas Benett, de Wiltshire, i Catherine Darell. L'avi matern era Arquebisbe de Canterbury.
Des de 1802 va residir a Norton Bavant, a Wiltshire, on vivia amb la seva germana Anna Maria. Se sap molt poc sobre la vida domèstica de Benett; més enllà de les seves contribucions a la geologia, no se'n coneix cap retrat, tot i que se'n va publicar una silueta a la History of Geology de H. B. Woodard (1911).

## Activitat científica
Des de com a mínim 1809 fins a la seva mort es va dedicar a recollir i estudiant els fòssils del seu comtat natal, començant per la zona de Warminister. Benett era experta en estratigrafia, cosa que la va ajudar en les seves cerques, i la seva situació econòmica li va permetre contractar col·leccionistes i adquirir espècimens diversos.
Com era d'esperar de les dones de l'època, Benett era principalment autodidacta en el camp de la geologia. El seu interès per la geologia va ser animat pel botànic Aylmer Bourke Lambert, membre fundador de la Linnean Society, membre de la Royal Society i un dels primers membres de la Societat Geològica de Londres. I a través d'ell Benett va desenvolupar també les relacions amb molts geòlegs destacats de l'època, en les obres dels quals van poder fer referència a la seva feina. Així, per exemple, va contribuir al treball de Gideon Mantell sobre estratigrafia i també va treballar amb James Sowerby. Benett era soltera i econòmicament independent, per la qual cosa va poder dedicar gran part de la seva vida al camp en desenvolupament de la geologia mitjançant la col·lecció i l'estudi de fòssils, especialment esponges.

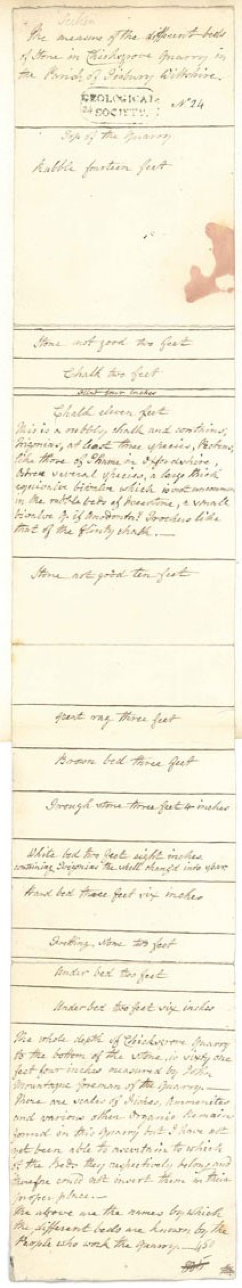
Notes a la pedrera de Chicksgrove, 1815

L'especialitat de Benett era la formació Green Sand Superior del Cretaci Mitjà, a la vall de Wardour, al comtat de Wiltshire. La seva col·lecció, una de les més grans i diverses del seu temps, amb més de 1.500 exemplars, va portar molts visitants a casa seva. Alguns fòssils de la seva col·lecció van ser els primers a ser il·lustrats i descrits, mentre que altres eren extremadament rars o inusualment ben conservats.
Benett va tenir contacte amb molts autors d'obres sobre fòssils, inclosos els Sowerby. Quaranta-un dels seus espècimens van ser inclosos a la Sowerby's Mineral Conchology, un important treball de referència de fòssils, en el qual va fer el segon nombre més gran de contribucions.

## La col·lecció Benett
La seva col·lecció es troba en diferents museus britànics, a Londres, Leeds, Bristol i també al Museu de Sant Petersburg, però la major part va acabar a l'Acadèmia de Ciències Naturals de Filadèlfia després que l'adquirís el metge Thomas Bellerby Wilson, quan Benett ja havia mort. Aquestes col·leccions contenen molts espècimens tipus i alguns dels primers fòssils trobats amb els teixits tous fossilitzats conservats. Una altra secció especialment interessant de la col·lecció la constitueixen els microfòssils, i hauria estat una de les primeres geòlogues a garbellar per trobar exemplars com aquests, que avui es fan servir sobre tot com una indicació de dipòsits petrolífers.
La col·lecció d'Etheldred Benett contenia una sèrie de descobertes crítiques, per a les quals va encunyar noms i classificacions modernes. Incloïa un paquet d'esponges fòssils. Etheldred va ser la primera a anomenar les seves esponges «polipotècies» i els seus ammonits «drepanites» (mol·luscs marins). Va trobar trigoníids fòssils (cloïsses d'aigua salada), poc comuns, que eren els primers d'aquest tipus que es trobaven.
La col·lecció sencera de Benett s'havia considerat perduda a principis del segle xx. Tanmateix, l'Acadèmia de Filadèlfia va fer reviure l'interès per les col·leccions primerenques de fòssils anglesos, i particularment per la col·lecció Benett. Això finalment portà a recuperar les seves dues publicacions, l'elaboració dels seus noms taxonòmics, i la il·lustració fotogràfica de moltes peces vitals de la seva col·lecció.
Benett també es va interessar per la conquiliologia i va dedicar temps a recollir i detallar petxines, moltes de les quals eren nous registres.
Tot i que tenia una gran col·lecció de fòssils autoadquirits, potser també va encarregar fòssils d'origen professional, per preparar-los i afegir-los a la col·lecció.

## Reconeixement
El seu nom inusual, tan semblant al nom masculí Ethelred, va fer que molts suposessin que era un home. Així, la Societat Imperial d'Història Natural de Moscou li va atorgar l'adhesió amb el nom de Mestre Etheldredus Benett el 1836. El mateix tsar Nicolau I li va concedir un doctorat en dret civil per la Universitat de Sant Petersberg en un moment en què les dones no eren admeses a les institucions d'educació superior. La Societat Geològica tampoc l'admetria com a membre pel fet de ser dona. En resposta al seu doctorat honoris causa, Benett va assenyalar que «la gent científica, en general, té una opinió molt baixa de les capacitats del meu sexe».
Possiblement, Benett va haver d'afrontar altres desavantatges a més de la discriminació del seu gènere: va viure a Wiltshire, i contribuir a la geologia des de fora de Londres era un repte. També va viure en una època en què molts fenòmens s'explicaven per la religió, inclosa l'existència de fòssils.
Va conèixer William Smith, el «pare» de la geologia anglesa, i li va presentar una prova de corall de Tisbury. La va mencionar a les seves cartes a altres persones, com quan va escriure sobre «les dones de Wiltshire» que s'havien distingut en les seves col·leccions. Coincidint amb la novel·la de John Needham, Forests of the Dinosaurs, el seu treball va ser fonamental per a l'avenç del coneixement del Jurassic Final de Wiltshire, i va permetre connectar el Cretaci amb l'estratigrafia de la Vall de Wardour, al comtat de Dorset. També es va comunicar amb algunes altres personalitats de les primeres ciències fòssils, com William Buckland, Gideon Mantell, Edward Charlesworth, Henry de la Beche, Roderick Impey Murchison i Samuel Woodward, a més de George Lyell.
La seva feina va ser reconeguda i valorada per científics notables de l'època, com Mantell, que la va descriure com «una dama de gran talent i investigació infatigable», i els Sowerby, que remarcaren com «els seus treballs en la recerca d'informació geològica havien estat tan útils com incessants».
Benett va ser escollida com a emblema per a la conferència ‘La funció de dones en la història de la Geologia', celebrada el novembre de 2005 a la Societat Geològica de Londres.

## Contribució a la geologia i la paleontologia
La contribució de Benett a la història primerenca de la geologia de Wiltshire és significativa, ja que es va sentir a gust amb altres geòlegs com George Bellas Greenough (el primer president de la Societat Geològica), Gideon Mantell, William Buckland i Samuel Woodward, va mantenir-hi una àmplia correspondència i hi va compartir les seves descobertes. Va donar lliurement les seves idees i articles de la seva col·lecció de fòssils a diversos museus, com el de Sant Petersburg. Mitjançant l'intercanvi de molts fòssils amb Mantell, es va arribar a una comprensió completa de les roques sedimentàries del Cretaci inferior del sud d'Anglaterra.

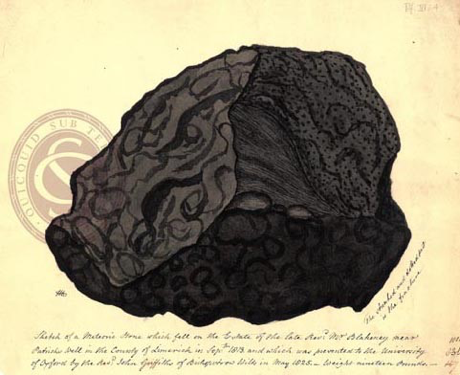
Il·lustració del meteorit, 1825

El 1825, la seva il·lustració del meteorit que va caure al comtat de Limerick el setembre de 1813 va ser dipositada als arxius de la Geological Society of London i presentada a la Universitat d'Oxford. A causa de la seva extensa col·lecció, va escriure i publicar de manera privada una monografia l'any 1831, que conté molts dels seus dibuixos i esbossos de mol·luscs i esponges, com els seus dibuixos del fòssil Alcyonia (1816) de la Green Sand Formation a Warminster Common i els seus voltants. La Societat té dues còpies: una va ser donada a George Bellas Greenough i una altra al seu amic Gideon Mantell. Aquest treball la va situar com una veritable bioestratígrafa pionera, seguint –però no sempre d'acord– amb el treball de William Smith.
La seva monografia de 1831, Catàleg de les restes orgàniques del Comtat de Wiltshire, va ser publicada en tirades curtes per un petit impressor, i no es va distribuir àmpliament més enllà dels seus col·legues, potser havent subestimat el seu valor.

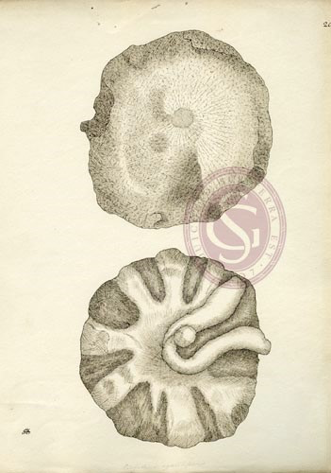
Croquis de fòssil Alyconia, 1816

## Darrers anys
La malaltia no la deixà recollir exemplars durant els darrers vint anys de la seva vida. Benett va morir a casa seva, Norton House, als 69 anys.

## Obra
- A catalogue of the organic remains of the county of Wiltshire, 1831.
- A brief enquiry into the antiquity, honour and estate of the name and family of Wake, 1833 (escrit pel seu avi William Wake, Arquebisbe de Canterbury, però preparat per a publicació per Etheldred Benett)